# Вилијам Едвард Бергарт
Вилијам Едвард Бергарт Ду Бојс (енгл. William Edward Burghardt "W. E. B." Du Bois; Грејт Барингтон, 23. фебруар 1868 – 27. август 1963) био је амерички социолог, историчар, активиста за грађанска права, писац и уредник. Рођен је у Грејт Барингтону у Масачусетсу. Одрастао је у толерантној и интегрисаној заједници. Након завршетка студија на факултетима Берлин и Харвард, где је био први Афроамериканац који је докторирао, постао је професор историје, социологије и економије на универзитету у Атланти. Био је један од оснивача Националне асоцијације за напредак обојених 1909. године.
Постао је национално истакнут као вођа Покрета Нијагара, групе афроамеричких активиста који су се борили за једнака права црнаца. Ду Бојс и његове присталице су се супротставили Атлантској нагодби – споразуму израђеном од стране Букера Т. Вашингтона који је гарантовао црнцима основну едукацију и економске могућности под условом да раде и трпе политичку владавину белаца. Он је инсистирао на пуном цивилном праву и већем политичком представништву, које је намеравао да препусти афроамеричкој интелектуалној елити коју је називао Талентована десетка. Веровао је да је црнцима било неопходно пружити више образовање како би имали шансе да развију свој пун потенцијал.
Главна тема његовог полемисања је био расизам и он је оштро протестовао против линчовања, закона Џима Кроуа и дискриминације у образовању и приликом запошљавања. Залагао се за обојене у целом свету, поготово у за оне у афричким и азијским колонијама. Био је присталица покрета Панафриканизма и учествовао је у организацији неколико панафричких конгреса како би подстакао афричке колоније да се боре против европске власти. Неколико пута је посетио Европу, Африку и Азију. Након Првог светског рата, у Француској је испитивао америчке црнце који су учествовали у рату и документовао широко распрострањену нетрпељивост која је владала у Војсци САД.
Био је веома плодан писац. Његова збирка есеја, Душе црнаца, била је прекретница у афроамеричкој култури. Такође, његов велики опус 1935. Црна реконструкција у Америци оспорио је преовладавајуће веровање да су црнци одговорни за неуспехе у Ери Реконструкције. Написао је своју прву научну тезу у области социологије и објавио је три аутобиографије које садрже проницљиве есеје који се баве социологијом, политиком и историјом. Као уредник НАЗНО-овог часописа Криза, објавио је многа утицајна дела. Веровао је да је капитализам главни узрочник расизма и гајио је симпатије према социјалистичким покретима током живота. Био је ватрени активиста мира и залагао се за нуклеарно разоружавање. Годину дана након његове смрти усвојен је закон о грађанским правима који је садржао многе реформе које је пропагирао.

## Младост
Вилијам Едвард Бергарт Ду Бојс рођен је 23. фебруара 1868. године у Грејт Барингтону, у Масачустетсу, од оца Алфреда и мајке Мери Силвине (рођено Бергарт) Ду Бојс. Породица Бергарт била је део малобројне слободне црначке популације у Грејт Барингтону и дуго је већ била земљопоседник. Мери Силвина је имала претке Холандског, Афричког и Енглеског порекла. Пра-пра-прадеда са мајчине стране је био Том Бергарт, роб рођен у западној Африци око 1730, који је био у поседству Холандског колонисте Конрада Бергарта. Том је кратко био у служби континенталне армије током Америчке револуције и верује се да се тако изборио за своју слободу. Његов син Џек Бергарт је био отац Отела Бергарта, који је био отац Мери Силвине.
Пра-прадеда са очеве стране му је био Џејмс Ду Бојс из Покипсија, код Њујорка. Пореклом француски Американац, имао је неколико деце са различитим робињама. Једно од ове деце био је и Александар, који је радио у Хаитију где је са љубавницом добио сина Алфреда. Александар се вратио у Конектикат, оставивши Алфреда са мајком у Хаитију. Нешто пре 1860, Алфред Ду Бојс је емигрирао у САД, населивши се у Масачусетсу.
Алфред се оженио Мери Силвином 5. фебруара 1867. у Хјусатонику. Напустио ју је 1870, две године након што су добили сина. Мери се, са сином, вратила код родитеља у Грејт Барингтон, где је радила како би издржавала своју породицу, добијајући мању помоћ од брата и комшија. Умрла је 1885, након што је претрпела мождани удар.
Грејт Барингтон је већином био заједница европских Американаца који су се добро опходили према Вилијаму. Похађао је локалну интегрисану јавну школу где се дружио и са белом децом. Када је одрастао, писао је о расизму који је осећао као сироче и као припадник мањина у родном граду. Међутим, учитељи су препознали његове таленте и охрабривали га да настави са образовањем, што га је навело да помисли да то знање може да искористи како би оснажио афроамериканце. Када је одлучио да стекне универзитетско образовање, Прва Конгрегацијска Црква Грејт Барингтона, у коју је ишао као дете, је скупила новац за његово образовање преко донација комшија.

### Универзитетско образовање
Ослањајући се на средства која је скупила црква, Ду Бојс је похађао наставу на Универзитету Фиск, традиционално црном колеџу у Нешвилу, у Тенесију, од 1885. до 1888. Живот на југу га је упознао са јужњачким расизмом, који је тада био предвођен законима Џима Кроуа, са нетрпељивошћу, сузбијањем црначког гласања и са линчовањем. По завршетку основних студија, наставио је своје образовање на Харварду, који није прихватао дипломе са Фиска, од 1888. до 1890. На њега је оставио велики утицај професор Вилијам Џејмс, истакнути амерички филозоф. Ду Бојс је успео да финансира своје трогодишње школовање на Харварду захваљујући летњим пословима, наследству, стипендијама и позајмицама од пријатеља. 1890. добио је диплому за основне студије из историје, са похвалама. 1891, добио је стипендију да похађа социологију на Харварду.
Године 1892, Ду Бојс је добио стипендију фонда Џон Ф. Слејтер како би наставио постдипломске студије на универзитету Берлин у Немачкој. Током овог периода, много је путовао по Европи. Интелектуално је сазрео у Берлину, студирајући са неким од најзначајнијих немачких социолога попут Густава фон Шмолера, Адолфа Вагнера и Хајнриха фон Трајчкеа. По повратку из Европе, Ду Бојс је завршио постдипломске студије и, 1895. године, постао је први афроамериканац који је добио докторат од универзитета Харвард.

### Вилберфорс и универзитет у Пенсилванији
"Између мене и остатка света одувек је постојало неизговорено питање: ... Какав је осећај бити проблем? ... Човек осећа своју подвојеност - Американац, али и црнац; две душе, две мисли, две неусаглашене тежње; два зараћена идеала у једном црном телу, чија је истрајна и изразита снага једино што га држи да се не растави ... Он не би африканизовао Америку јер Америка има толико тога да научи Африку и остатак света. Он не би избелео своју црначку душу у поплави белог Американизма, јер зна да и црначка крв има шта да поручи остатку света. Он просто жели да омогући човеку да буде и црнац и Американац, а да му његови сународници не пљују у лице и да га не псују, да му се врата могућности не затварају у лице."

—Ду Бојс, "Тежње црног народа", 1897
У лето 1894, добио је неколико пословних понуда, укључујући и ону од престижног института Таскиги. Међутим, прихватио је позицију професора на универзитету Вилберфорс у Охају, где је на њега много утицао Александар Крумел, који је веровао да су идеје и морали неопходан алат за социјалне промене. Оженио се својом ученицом Нином Гормер 12. маја 1896.
Након две године на Вилберфорсу, у лето 1896, Ду Бојс је прихватио истраживачки посао као асистент социологије на универзитету Пенсилванија у трајању од једне године. Радио је теренска социолошка истраживања у афроамеричким филаделфијским насељима, која су касније послужила као основа за његову најбитнију тезу, Филаделфијски Негро. Ова теза објављена је две године касније, док је предавао на Универзитету Атланта. То је била прва студија која се бавила црном заједницом у САД.
Током учествовања у Негро академији, 1897, представио је рад у којем је одбацио молбе Фредерика Дагласа које су позивале црнце да се интегришу у белачко друштво. Написао је: Ми смо црнци, припадници велике историјске расе која је од почетка настанка спавала, али се напола буди у тамним шумама своје афричке отаџбине. 1897, у августовском издању месечника Атлантика, објавио је Аспирације црног народа – први рад који је био намењен широј јавности, у којем је потенцирао своју тезу да Афроамериканци треба да прихвате своје афричко наслеђе, доприносећи америчком друштву.

## Универзитет у Атланти
У јулу 1897, Ду Бојс је напустио Филаделфију и отишао да ради као професор историје и економије на традиционално црначком универзитету Атланта у Џорџији. Његов први већи академски рад била је књига Филаделфијски црнац (1899), детаљна и свеобухватна социолошка студија филаделфијских афроамериканаца, за чији темељ је послужило двогодишње теренско истраживање. Овај рад представљао је значајан пробој у науци јер је то била прва научна социолошка у САД, али и први научни рад о црначкој популацији. У свом раду, реферисао је о нижој класи афроамериканаца као о потопљеним десетима, а касније је популаризовао и термин талентовани десети који се односио на елиту друштва. Ова терминологија је подржавала његово мишљење да елита једне нације, као беле, тако и црне боје коже била кључна за постигнућа у култури и за напредак. Иако је у овом периоду писао о нижој класи на презрив начин, њихову лењост и непоузданост је приписивао социјалним проблемима и ропству.
Опус његовог рада на универзитету Атланта био је изузетно плодан упркос ограниченим средствима – написао је многобројне радове на пољу друштвених наука. Поред тога, на годишњем нивоу је одржавао Конференцију Црначких проблема на универзитету Атланта. Добио је и донације од америчке владе како би припремио извештаје о афроамеричкој култури и радној снази. Важио је за генијалног, али помало настраног и строгог професора.

### Прва Панафричка конференција
23-25. јула 1900, одржана је Прва Панафричка Конференција у Лондону. Одржана је само пар дана пре Париске изложбе како би омогућила туристима афричког порекла да присуствују на оба догађаја. Организовали су је Хаићани, Антенор Фирмин и Бенито Сивејн, као и тринидадски адвокат Хенри Силвестер Вилијамс. Ду Бојс је играо веома битну улогу, написавши нацрт за писмо упућено свим нацијама света у којем је апеловао на ослобађање колонија у Африци и Западној Индији, борбу против расизма, као и на тражење политичких и осталих права за Афроамериканце У то време, неке од јужних америчких земаља већ су донеле законе којима се Афроамериканци лишавају грађанског права. Ово искључење из политичког система потрајаће све до половине 60-тих година прошлог века.
На закључивању конференције делегати су једногласно усвојили писмо и послали га шефовима различитих држава где су људи афричког порекла живели и били под опресијом. Писмо је позивало земље САД и империјалне Европске нације да признају и заштите права људи афричког порекла, као и да поштују интегритет и независност слободних земаља Абисиније, Либерије, Хаитија, итд. Поред Ду Бојса, потписали су га и бискуп Александар Валтерс (председник Панафричке асоцијације), Хенри Б. Браун (потпредседник) и Вилијамс (генерални секретар). Писмо је садржало и Ди Бојсову опаску да је проблем 20. века, проблем боје-линије. Ово је искористио у предговору књиге Душе црнаца.

### Букер Т. Вашингтон и Атлантски компромис
У првој декади 20. века, Ди Бојс постао је један од главних говорника у име своје расе, поред Букера Т. Вашингтона. Вашингтон је био директор Таскиги института у Алабами, и постао је веома утицајан, како у афроамеричкој, тако и у белој заједници. Вашингтон је био творац Атлантског компромиса – неписаног договора са јужњачким белим лидерима који су били на челу државних влада после Ере реконструкције. Суштински, уговор је гарантовао црнцима с југа, који су претежно живели у руралним заједницама, основно образовање, мање економске могућности и праведан однос у законодавном систему уколико пристану на тренутну дискриминацију, подељеност, нетрпељивост, негирање грађанских права и забрану синдикалног рада.
Многи Афроамериканци су се супротстављали Вашингтоновом плану попут: Ду Бојса, Арчибалда Гримкеа, Келија Милера, Џејмса Велдона Џонсона и Пола Лоренса Данбара, који су били представници образованих црнаца, које ће Ди Бојс касније назвати Талентованом десетком'. Ду Бојс је веровао да Афроамериканци треба да се боре за своја права, а не да се предају дискриминацији и подељености које је гарантовао Атлантски компромис.
Ду Бојса је додатно инспирисало линчовање Сема Хозеа 1899. у близини Атланте. Хозе је страдао у мукама, спаљен је и, потом, обешен од стране руље белаца. Приликом шетње и разговора о линчовању са Џоелом Чендлером Харисом, наишао је на спаљене остатке Хозеових зглавака, који су били изложени да се јавно виде. Због тога је решио да не буде само тихи, повучени научник док припаднике његове расе линчују, убијају и изгладњују. Du Bois realized that "the cure wasn't simply telling people the truth, it was inducing them to act on the truth."
Ду Бојс је 1901. написао критику Вашингтонове књиге Устанак из ропства  , коју је касније допунио и објавио као есеј О господину Букеру Т. Вашингтону и другима у збирци Душе црних. Једна од највећих разлика између Ду Бојса и Вашингтона био је став према образовању – Вашингтон је веровао да афроамеричке школе треба да се ограниче на подучавање ученика вештинама неопходним за рад у агрикултури и механици, припремајући их тако за послове које су могли да нађу у руралним срединама, где је већина њих и живела. Ду Бојс је веровао да школе треба да нуде и академске курсеве где би децу подучавали уметности, класици и наукама јер је сматрао да су неопходни за развиће елитног вођства.

### Покрет Нијагара
1905. у Канади, близу Нијагариних водопада, Ду Бојс се сусрео са другим активистима за цивилна права афроамериканаца: Фредериком Л. Мегијем, Џесијем Максом Барбером и Вилијамом Монроом Тротером. Саставили су декларацију основних начела због којих се супротстављају Атлантском компромису, која је укључена у Покрет Нијагара 1906. године. Ду Бојс и остали припадници покрета су желели да приволе ширу јавност својим идеалима, али је већина магазина намењена црној популацији припадала Вашингтоновим присталицама. Ду Бојс је купио штампарију и почео да издаје Мун Илустрејтед Викли (Moon Illustrated Weekly) у децембру те године. То је био први такав часопис намењен црној популацији и Ду Бојс га је користио за напад на Вашингтона, међутим, издавао се само око осам месеци. Ду Бојс је убрзо нашао друго средство за популаризацију својих ставова - журнал Хоризонт који је дебитовао 1907.
Покрет је у августу 1906. одржао другу конференцију у част стоте годишњице рођења аболиционисте Џона Брауна, на месту где је Браун извршио напад на градић Харперс Фери. Реверди Ц. Рансом говорио је о Вашингтоновом примарном циљу – да припреми афроамериканце на рад у тадашњем друштву: Данас две класе црних... стоје на рачвању пута. Једна заговара мирно чекање и прихватање садашњег понижавања и деградирања... друга верује да не треба да се покори понижавању и угњетавању, да не треба да буде инфериорна... она не верује у размену своје људскости за материјални добитак.

### Душе црних
У покушају да прикаже интелигенцију и хуманост црне расе, Ду Бојс је издао збирку 14 есеја – Душе црних (1903. године). Џејмс Велдон Џонсон је рекао да се утицај ове књиге може упоредити са утицајем који је имала Ујка Томова колиба. Свако поглавље почиње једним епиграфом белог песника и једним епиграфом црначког спиритуалисте како би се приказао паритет белачке и црначке културе. Главна тема овог дела је дупла улога Афроамериканаца који припадају црној раси, али су свеједно Американци. По Ду Бојсу, овај двојни идентитет је можда био хендикеп у прошлости, али би могао да представља предност у будућности 
Џонатан С. Кан је дао позитивне критике књизи, рекавши како је то изузетан пример прагматичног религиозног натурализма, који се налази и у делима Вилијама Џејмса, Џорџа Сантајане и Џона Дјуија, јер тражи религију без метафизичке основе. Ду Бојсов анти-метафизички поглед га сврстава у религиозни натурализам по Вилијаму Џејмсу, али и многим другима.

### Расно насиље
Две несреће су непријатно изненадиле Афроамериканце у јесен 1906. године. Оне су потпомогле да Ду Бојс добије већу подршку од Букера Т. Вашингтона. Председник Рузвелт је нечастиво отпустио из службе 167 афроамеричких војника јер су били оптужени за злочине током Браунвилске афере. Многи од војника су били у служби 20 година и били су близу пензије. Поред овога, у септембру, избили су нереди у Атланти, због неоснованих оптужби да црнци сексуално напаствују белкиње. Ово је био катализатор тензија накупљених због недостатка посла и манипулације послодаваца. 10.000 белаца је дивљало у Атланти – премлативши сваког црнца на којег су наишли, при чему је било више од 25-оро мртвих. Након ових догађаја, Ду Бојс је ургирао на Афроамериканце да престану да пружају подршку републиканској партији, којој су били одани још из времена Абрахама Линколна, сматрајући да они не успевају да адекватно подрже интересе црнаца
Литанија у Атланти је есеј који је Ду Бојс посветио побуни која је показала да је Атлантски компромис био промашај. Упркос томе што су испоштовали свој део нагодбе, црнци нису добили правду пред законом на југу. По историчару Дејвиду Луису, Компромис је пропао јер су старе белачке земљопоседнике заменили агресивни бизнисмени којима није била страна манипулација и завада радника. Ова два догађаја показала су Афроамериканцима супериорност Ду Бојсове визије једнаких цивилних права.

### Академски рад
Поред писања едиторијала, Ду Бојс је наставио са научним радом на универзитету Атланта. Објавио је биографију аболиционисте Џона Брауна 1909. Књига је добила негативне критике од недељника Нација, у поседству Освалда Виларда који је такође писао Браунову биографију. Научници беле расе су већином занемаривали и игнорисали Ду Бојсов рад. По објављивању чланка у магазину Колијер у којем је упозоравао на престанак супрематије беле расе, сусрео се са проблемом проналаска новина које би објавиле његове чланке. Свеједно је редовно објављивао своје колумне у часопису Хоризонт

"Некада давно нам је речено: Будите вредни тога и спремни и са врата ће вам бити отворена. Данас, напредак у војсци, морнарици и цивилној служби, као и у пословном и професионалном животу, су потпуно немогући за припадника црне расе, без обзира на његове квалификације и спремност, само на основу бледог изговора - његове боје коже и расе којој припада."

—Ду Бојс, Адреса на Четвртој конференцији Покрета Нијагара", 1908
Ду Бојс је био први Афроамериканац којег је Америчко историјско друштво (АХА) позвало да представи рад на њиховој годишњој конференцији. Шокирао је присутне ставовима које је изнео у тези Реконструкција и њене бенефиције, јер су много одступали од устаљеног мишљења да је Ера реконструкције била потпуна пропаст коју је условила лењост и неспособност црнаца. Истакао је да је кратки период црначке владавине на југу остварио три изузетно важна циља – демократију, слободне јавне школе и законе о социјалној заштити. Тврдио је да је неспособност федералне владе да управља Ослобођеничким бироом, расподели земљу и успостави образовни систем, оно што је упропастило изгледе црнаца на југу. Када је предао рад на издавање, тражио је да реч црнац буде великим словом, међутим издавач је одбио. Касније је ову тезу проширио у књигу Црна реконструкција (1935). АХА није позвала другог Афроамериканца све до 1940.

## НАЗНО ера
Маја 1909. присуствовао је Националној конференцији црних у Њујорку. Овај састанак је довео до настанка Националног црначког комитета, чији је председавајући био Освалд Вилард. Главни циљ комитета било је промовисање и борба за грађанска права, једнако право гласања и једнаке могућности за образовање. У пролеће 1910, на другој Националној конференцији, створена је Национална Асоцијација за Напредак Обојених (НАЗНО). Реч обојени је употребљена како би се укључили сви народи света тамније боје коже Иако су и белци и црнци учествовали у оснивању, већина извршних функционера била бела, попут Мери Овингтон, Чарлса Едварда Расела, Вилијама Инглиша Валинга и Морфилда Сторија, који је постао први председник

### Криза
Ду Бојсу је била понуђена позиција директора за публицитет и истраживање, коју је и прихватио 1910, одселивши се у Њујорк. Главна дужност му је била уређивање месечног часописа организације, који је назвао Криза. Прва публикација издата је у новембру 1910, и главни циљ часописа био је да покаже колика је опасност предрасуда на основу расе. Магазин је постао велики успех и његов тираж је достигао цифру од 100.000 примерака 1920.
У едиторијалу из 1911, Ду Бојс је иницирао националну акцију да се законом забрани линчовање. Саркастично је коментарисао једно линчовање у Пенсилванији: Ствар је у томе што је он био црн. Црнци морају бити кажњени јер је имати црну боју коже злочин над злочинима. Стога је неопходно, као што сваки белачки нитков зна, не испустити ни једну прилику да се казни овакво кривично дело. Наравно, ако је могуће, повод би требало да буде неки ужасни, застрашујући злочин, који ће машта новинара начинити још страшнијим. У недостатку тога, обично убиство, подметање пожара, или чак безобразлук ће послужити.
Криза је садржала едиторијале који су подржавали синдикално организовање у раду, али је осуђивао расизам који су практиковале вође синдиката, који су систематично искључивали црнце. Подржавао је основне принципе социјалистичке партије (био је и члан у периоду 1910-1912), али је осуђивао и расизам који су демонстрирали неки од социјалистичких вођа. Фрустриран неуспехом републиканског председника Тафта да се супротстави линчовању, Ду Бојс је подржао Вудроа Вилсона, демократског кандидата за председничке изборе 1912, у замену за Вилсоново обећање да ће подржати циљеве Афроамериканаца.
Ду Бојс је генерално подржавао права жена., али су лидери покрета борбе за женска права одбили да јавно подрже његову борбу против расне неправде Писањем за Кризу дотакао се и међурасног брака, који је био табу у то време. Видео је међурасне везе као проблем којим би требало да се бави покрет права жена, јер је белцима било законом забрањено да се ожене црнкињама. Сматрао је да су због овога црнкиње препуштене на милост и немилост белцима и да су белкиње овде у далеко бољем положају јер ипак могу да се удају за црнца.
Током 1915. и 1916, неки лидери из НАЗНО-а су хтели да смене Ду Бојса због тога што је у Кризи износио радикалне ставове. Ду Бојс и његови следбеници су превагнули и он је наставио да буде уредник. 1919, у колумни Прави браонски, објавио је да планира магазин за афроамеричку децу и омладину, који би се звао Књига правих браонских.‍:96‍:196

### Историчар и аутор
1911. године је присуствовао Првом Универзалном Конгресу раса у Лондону. Те године је објавио и своју прву новелу Потрага за сребрном вуном Две године после, Ду Бојс је написао, продуцирао и изрежирао параду Звезда Етиопије 1915. издао је прву историју црних Африканаца. Књига је побила тврдње о афричкој инфериорности и после је послужила као основа за Африци више настројену историографију 20. века The Negro predicted unity and solidarity for colored people around the world, and it influenced many who supported the Pan-African movement.
Месечник Атлантик Мантли је 1915. објавио Ду Бојсов есеј Афрички корени рата која је консолидовала његове идеје о односу капитализма и раса. У овом есеју он је изнео став да је потражња за Африком била један од главних разлога избијања Првог светског рата. Предвидео је комунистичку доктрину говорећи о томе како су капиталисти смирили беле раднике тако што су им дали таман довољно богатства да их спречи да се побуне и тиме што су им претили да ће упослити црне раднике које би плаћали далеко мање

### Први светски рат
Када је било јасно да ће САД да се прикључи рату 1917, Џоел Спингарн, Ду Бојсов колега је организовао камп у којем је обучавао Афроамериканце како да служе као официри у војсци. Камп је био контроверзан због тога што белци нису сматрали црнце подесним за официре, а многи црнци нису желели да се мешају у рат који се води између белаца. Ду Бојс је подржавао Спингарна, међутим био је разочаран када је војска насилно пензионисала једног од црних официра. Војска се сложила да ће обезбедити 1000 позиција за црнце, али је инсистирала да 250 буду људи који су навикли да примају наређења од белаца. 700.000 црнаца који су се пријавили на ове позиције је већ први дан било приморано да трпи дискриминацију, због чега је Ду Бојс протестовао
Након Побуне у источном Сен Луису (1917. године), Ду Бојс је отпутовао да извештава о протестима. Између 40 и 250 афроамериканаца је убијено јер су их фабрике запослиле да замене белце који су штрајковали. Ду Бојс је објавио свој детаљан извештај у Кризи са фотографијама и интервјуима. Историчар Дјевид Леверинг Луис га је оптужио да је преувеличао насиље како би чланак имао већу пропагандну вредност. Да би показао колико је црначка заједница погођена масакром, организовао је Тиху параду – марш око 9000 Афроамериканаца кроз Пету њујоршку авенију
Побуна у Хјустону, која се десила 1917 је уназадила могућности афро-Американаца да постану војни официри. Хјустонска полиција је ухапсила и убила два црна војника и стога је више од 100 других изашло на улице и усмртило 16 белаца. 17 војника је обешено, а 67 одведено у затвор. Упркос побуни, Ду Бојс је убедио војску да прихвати војнике из Спингарновог кампа, чиме се преко 600 црних официра прикључило армији у октобру 1917.
Федерална влада је покушала да застраши НАЗНО истрагама, јер им није одговарало какве је ставове гајила. 1918, чланови организације су предвидели да ће се рат завршити повољно по обојене у Кини, Индији, а поготово у Америци. Џоел Спингарн је убедио Ду Бојса да напише едиторијал у којем је наклоњен рату како би био примљен у редове војске. Многе црне војсковође које су у рату учествовале само због борбе за права црначке заједнице су га критиковали , док су се јужњачки генерали противили његовом присуству, због чега је позив поништен

### Послератни период
Када се рат завршио, Ду Бојс је отпутовао 1919. за Европу, како би присуствовао првом Пан-афричком Конгресу и како би интервјуисао афроамериканце који су се борили у рату. Открио је да је велика већина црних војника само коришћена као радна снага. Само неке јединице су биле наоружане и познато је да је једино 92. јединица, војници из Буфала, учествовала у борбама Ду Бојс је објавио да је расизам широко распрострањен у америчкој војсци и да војна команда не подстиче афро-Американце да приступе у војну службу, као и да није признавала њихова достигнућа у војсци
По повратку из Европе, Ду Бојс је био одлучнији него икад да избори једнака права за афроамериканце. Црни војници, охрабрени ратним успесима преселили су се у северне градове у потрази за послом. Ово је узроковало нову серију побуна у лето 1919. када је преко 300 црнаца изгубило животе у преко 30 градова. Најбруталнији инцидент био је напад на Елејн у Арканзасу, где је убијено готово 200 црнаца. Извештачи са југа су кривили црнце, наводећи да су ковали заверу да преузму владу. Ду Бојс је стога објавио писмо у Њујоршком свету у коме каже да је једини грех који су починили то што су били довољно смели да унајме адвоката да истражи неправилности у уговору. Преко 60 преживелих афроамериканаца је ухапшено и суђено им је за конспирацију. Случај је познат под именом Мур против Демпсија. Ду Бојс је ургирао да остали Афроамериканци скупе средства за правну одбрану што је, шест година касније, резултирало позитивним исходом за осуђене. Иако је победа имала мало значаја за црначку заједницу у том тренутку, то је био први случај где је држава испоштовала обећање дато у 14. амандману – да ће прикладно реаговати против организованог насиља у великим групама
Године 1920, Ду Бојс је објавио прву од три аутобиографије – Даркватер: Гласови који допиру испод вела. У њој је намеравао да покаже белим читаоцима колико је живот другачији за оне иза вела и колико вео криви слику онима који гледају кроз њега на обе стране. Књига је садржала и Ду Бојсов феминистички есеј Анатема жена, који је уздизао све жене, али најпре црнкиње. Поред овога, 1920. је почео да излази и његов часопис намењен деци, који је требало да им покаже величину и достигнућа културе којој припадају - Књига браонских

### Социјализам
"И овде лежи трагедија нашег доба: не ради се о томе да су људи сиромашни, сви знају понешто о сиромаштву; нити о томе да су зли и опаки - ко је добар? Није реч ни о томе да су људи неупућени или незналице - шта је истина? Није ништа од тога, него је трагедија што људи знају тако мало о људима."

—Ду Бојс, "О Александру Крумелу", у Душама црних, 1903
Девет година након Октобарске револуције, Ду Бојс је посетио Совјетски Савез. Био је запањен сиромаштвом и лошом организацијом целе државе, али га је импресионирао однос према радницима. Тада му се учинило да би социјализам можда био бољи пут ка једнакости раса него капитализам.
Иако се Ду Бојс генерално слагао са социјалистичким идејама, његова политика је била прагматична: 1929. подржао је Џимија Вокера у изборима за градоначелника Њујорка, упркос томе што се лично слагао више са принципима социјалисте Нормана Томаса, верујући да ће се Вокер више заложити за права црнаца. Током 20-тих година прошлог века, Ду Бојс и НАЗНО су мењали стране између републиканаца и демократа привучени обећањима да ће партије и њихови кандидати забранити линчовање, поправити услове рада, борити се за бирачко право на југу САД. Ниједан кандидат или партија нису одржали дата обећања.
Године 1931, појавио се ривалитет НАЗНО-а и комунистичке партије, када су се комунисти заложили за случај девет афро-америчких младића ухапшених због наводног силовања. Ду Бојс и НАЗНО су закључили да случај не би био од значаја за њихов циљ и дозволили су комунистичкој партији да се побрине за одбрану. Због средстава и публицитета које је комунистичка партија обезбедила, Ду Бојс је посумњао да комунисти намеравају да се представе као боља опција за афроамериканце. У одговор на провокације комунистичке партије, Ду Бојс је написао чланке који су осуђивали комунисте и говорили о томе како су неосновано напали НАЗНО. Комунисти су затим оптужили руководство НАЗНО-а да је изолована елита која нема никаквог додира са црном радничком класом за коју се толико бори.

## Повратак у Атланту
Ду Бојс и Валтер Френсис Вајт, председник НАЗНО-а од 1931, нису били у добрим односима. Овај конфликт, заједно са финансијским проблемима насталим због Велике финансијске кризе проузроковали су борбу за власт над Кризом. Плашећи се да ће изгубити посао уредника, Ду Бојс је дао оставку и прихватио посао на позицији предавача на универзитету Атланта. Расцеп са НАЗНО-ом се додатно проширио када је Ду Бојс променио свој став о сегрегацији – говорећи да је одвојени, али једнаки сасвим прихватљив циљ за Афро-Американце. Руководство НАЗНО-а је било шокирано и затражило од Ду Бојса да повуче изјаву, али он је одбио и спор је довео до потпуног раскола са НАЗНО-ом.
Током рада на универзитету, Ду Бојс је написао низ чланака који су подржавали идеју марксизма. Није био заговорник синдикалног удруживања радника, али је веровао да је Марксово научно објашњење заједнице и економије значајно за објашњење положаја афроамериканаца у САД. Марксов атеизам је такође оставио великог утиска на Ду Бојса. У својим списима из 1933, Ду Бојс прихвата социјализам, али наглашава да рад обојених нема заједничких тачака са радом белаца. In his 1933 writings, Du Bois embraced socialism, but asserted that "[c]olored labor has no common ground with white labor", a controversial position that was rooted in Du Bois's dislike of American labor unions, which had systematically excluded blacks for decades. Овакав контроверзни став потицао је од Ду Бојсовог зазирања од америчких синдиката, који су систематски искључивали црнце деценијама пре. Он није подржавао комунистичку партију САД и није гласао за њиховог кандидата, упркос његовом афроамеричком пореклу.

### Црна реконструкција у Америци
Поново у академском свету, Ду Бојс је добио прилику да се поново посвети својој студији о периоду Реконструкције, о којем је 1910. године излагао на конгресу Америчке историјске асоцијације. 1935, објавио је свој велики опус – Црна реконструкција у Америци. У књизи је представио тезу да је црначка заједница, када је коначно примљена у друштво показала изузетну интелигенцију и дивљења вредну вољу, али и незнање и лењост који потичу од тровековног робовања. Документовао је значај афроамериканаца у Цивилном рату и Реконструкцији и показао како су склапали савезе са политичарима. Пружио је доказе о томе како су коалиционе црначке владе омогућиле јавно образовање и многе неопходне програме социјалне службе на југу. Књига је приказивала и како је еманципација црне расе промовисала радикалне промене у америчкој заједници, као и зашто је влада престала да подржава борбу афроамериканаца за цивилна права након периода Реконструкције.
Главна теза књиге се супротстављала са популарним тумачењем периода Реконструкције и била је потпуно игнорисана од стране осталих историчара све до 60-тих година прошлог века. Након тога, покренула је ревизионистички тренд у историографији периода Реконструкције који је потенцирао на тежњи црне расе ка слободи.
У последњем поглављу књиге Пропаганда историје, Ду Бојс евоцира своје напоре да напише чланак за Енциклопедију Британику о историји афроамериканаца. Након што су уредници избацили све што је имало везе са Реконструкцијом, тражио је да се напише да је напор и истрајање афроамериканаца оно што је вратило југ САД, успоставило демократију и обезбедило јавно образовање. Уредници су одбили и Ду Бојс је повукао свој чланак.

### Планирана енциклопедија
1932, Ду Бојс је изабран од стране различитих организација – укључујући и Фелпс-Стокс Фонд, Карнеги корпорацију и Генерални одбор за образовање – да буде главни уредник Енциклопедије црне расе, што је он сам планирао већ 30 година. Након неколико година планирања, пројекат је отказан јер су неки чланови одбора веровали да је Ду Бојс превише субјективан да напише објективну енциклопедију.

### Пут око света
1936, Ду Бојс је отишао на пут око света, који је укључивао и Јапан, Кину и Нацистичку Немачку. Рекао је да су се у Немачкој лепо понели према њему и да су били гостопримљиви. Запањило га је колико су нацисти побољшали немачку економију, али је био згрожен односом према Јеврејима и Нирнбершким законима. Рекао је: ... То је напад на цивилизацију, који се може упоредити са ужасима као што су шпанска инквизиција и трговина афричким робовима.
Након победе Јапана над Русима у Јапанско-Руском рату, почео је да га занима све већи напредак империјалног Јапана. Сматрао је победу Јапана над Царском Русијом правим примером како обојени могу да победе белце. 1936. године јапански амбасадор је омогућио Ду Бојсу и малој групи академика да посете Јапан.

### Други светски рат
Ду Бојс се противио интервенцијама војске САД, поготово на Пацифику, јер је веровао да ће то уназадити покушаје Кине и Јапана да се отргну белим империјалистима. Сматрао је да је ратовање с Јапаном један од начина на који белци могу да поврате свој утицај у Азији. Као и у Првом светском рату, веома малом броју црнаца било је дозвољено да заправо учествује на фронтовима, али када су запретили да ће подржати политичког опонента председника Френклина Д. Рузвелта, он је ослободио неколико битнијих позиција за афроамериканце у војсци.
Свитање сумрака, његова друга аутобиографија, објављена је 1940. Наслов књиге симболизује Ду Бојсову наду да афроамериканци пређу из мрачног периода расизма у еру једнакости. Дело је једним делом аутобиографија, другим историја и трећим расправа. Сам Ду Бојс га је описао: Ово је аутобиографија концепта расе... осветљена, увеличана и без сумње изобличена мојим мислима и делима... Тако је за сва времена мој живот значајан за животе људи.
У 76-ој години, Ду Бојс је на пречац отпуштен са позиције предавача на универзитету Атланта 1943. Ово је иницирао председник колеџа Руфус Клемент. Многи студенти су ургирали да добије доживотну пензију и титулу професора емеритуса. Одбио је понуде за послове од Фиска и Хаурада и вратио се у НАЗНО као директор одељења за Специјална истраживања. Током 10 година Ду Бојсовог одсуства, приход НАЗУО-а се четвороструко увећао, а број чланова је скочио на 325 хиљада.

## Каснији живот

### Уједињене нације
Ду Бојс је био део трочлане делегације НАЗНО-а која је присуствовала конференцији у Сан Франциску 1945, на којој су настале Уједињене нације. НАЗНО је желео да УН подстакну расну једнакост и да доведу до краја колонијалне ере. Како би то извео, Ду Бојс је скицирао предлог који је говорио о недемократичности и социјалној опасности колонијалних влада, чак их је идентификовао и као главни извор ратова. Предлог су прихватиле Кина, Русија и Индија, али је већином био игнорисан од великих сила, тако да није укључен у Повељу Уједињених нација. Након конференције Ду Бојс је објавио књигу Боја и демократија: Колоније и мир. Окарактерисана је као веома експлозивна у свом нападању колонијалних империја.
У другој половини 1945, Ду Бојс је присуствовао петом и последњем конгресу Пан-африканиста, у Манчестеру у Енглеској. Ово је био најпродуктивнији конгрес и на њему је Ду Бојс Квамеа Нкрумаха, будућег првог председника Гане, који ће га касније и позвати у посету Гани.
Ду Бојс је такође помогао да се УН-у поднесу петиције против дискриминације афроамериканаца. Ово је резултовало петицијом Ми осуђујемо геноцид која оптужује САД за систематично убијање и повређивање афроамериканаца тј. за геноцид.

### Хладни рат
Када је средином 40-тих година почео Хладни рат, НАЗНО се дистанцирала од комуниста да њени приходи и репутација не би испаштали. Када је Артур Шлезингер у часопису Лајф објавио чланак о утицају комуниста на ову организацију, НАЗНО је удвостручила своје напоре да се одвоји. Одупирући се жељама НАЗНО-а, Ду Бојс је наставио да одржава односе са неким комунистима – Полом Робесоном, Хаурадом Фастом и Ширли Грејем (која ће му касније бити и друга супруга). 1946, Ду Бојс је објавио чланке у којима је изнео критику комунизма и његовог диктаторства, међутим, и даље је кривио капитализам за појаву сиромаштва и расизма и сматрао да је одговарајуће друштвено уређење социјализам. Совјети су јасно одбацивали било какве класне и расне разлике, што је Ду Бојса навело на закључак да је СССР држава која има најсветлију будућност. Ду Бојсови присни односи са неким комунистима довели би НАЗНО у неприлику, поготово јер је ФБИ почео да истражује симпатизере комуниста, тако да је Ду Бојс, по заједничком договору, отишао из организације 1948, по други пут. По одласку из НАЗНО-а, Ду Бојс је почео да редовно пише за левичарки недељник Нешнл Гардијан, што ће трајти све до 1961.

### Активизам за мир
Ду Бојс је током целог свог живота био активиста за мир, али су његови напори постали још израженији након Другог светског рата. 1949, говорио је на Научној и Културној конференцији за Светски Мир у Њујорку где је нагласио да је црни свет спреман на промене и да тражи аутономију, слободу и једнакост. У пролеће 1949, говорио је на Светском Конгресу Партизана Мира у Паризу где је рекао како неоколонијализам потиче из његове земље и од његове нације и како жудећи за мочи, они воде свет у пропаст ропства која нас је некад готово уништила. Ду Бојс се повезао са левичарком организацијом Националним Саветом за Уметност, Науку и Професије, и путовао је у Москву као њихов представник да говори на Свесовјетској мировној конференцији у 1949.

### Макартизам
Током 50-тих, Ду Бојс је био на мети покрета америчке владе против комунизма - макартизма, због својих социјалистичких ставова. Најагресивнији напад на Ду Бојса десио се у првој половини 50-тих јер се Ду Бојс јавно противио нуклеарном оружју. 1950. године, постао је председник новоформираног Информационог центра мира (ИЦМ), који је имао за циљ да прошири Стокхолмски мировни апел по САД. Овај апел је требало да скупи потписе за петицију да се забране нуклеарна оружја у свету.
Америчко министарство правде је захтевало од ИЦМ-а да се региструје код савезне владе јер се понашало као агент стране државе, али су одбили, па је подигнута оптужница. Након оптужнице, неки од сарадника су се дистанцирали од Ду Бојса, а НАЗНО је одбио да да изјаву подршке, али су га многи левичари, попут Ленгстона Хјуза, и заштитници рада подржали.
Након суђења 51. године, захваљујући браниоцу Виту Маркантонију, оптжба је одбачена. Иако није осуђен, влада је одузела Ду Бојсов пасош и задржала га 8 година.

### Комунизам
Ду Бојс је био веома разочаран што га многе његове колеге, поготово НАЗНО, нису подржали током суђења, док радничка класа – и белци и црнци – јесу. Након суђења, живео је на Менхетну и посветио се писању и заступању светског мира, као и позивању на престанак војних акција, примарно рата у Кореји, које је видео као покушај белих империјалиста да обојене и даље задрже покореним. 1950, када је имао 82 године, покушао је да постане сенатор преко Америчке радничке партије, али је освојио само 4% свих гласова.
Ду Бојс је и даље кривио капитализам за потчињеност обојених у целом свету и зато је, иако је препознавао грешке Совјетског Савеза, сматрао да је комунизам најбоље решење овог проблема. Сличне недоумице је имао и према Стаљину. 1940, је писао презриво о његовом диктаторству, док је 1953, у посмртном говору о Стаљину рекао како је био једноставан, смирен и храбар човек који је поставио Русију на пут ка победи над расним предрасудама и који је само покушао да направи једну нацију од 140 различитих група, не уништавајући њихову индивидуалност.
Америчка влада спречила га је да присуствује на конференцији у Бангдунгу, у Индонезији 1955. године. Ова конференција представљала је све за шта се Ду Бојс борио 40 година – 29 земаља Африке и Азије су се састале како би славиле своју, већином новостечену, независност. 1958, када је коначно повратио пасош, путовао је са својом другом женом Ширли Грејем, око света. Посетили су Кину и Русију и у обе земље су топло дочекани. Приредили су им туре где су хвалили најбоље аспекте комунизма. Кад се вратио, писао је о позитивним искуствима у обе земље.
Године 1961, када су мекартисти донели закон о пописивању свих комуниста на територији САД, учланио се у комунистичку партију, у 93-ој години.

### Смрт у Африци
Гана је позвала Ду Бојса да учествује на њиховој прослави независности 1957, али није могао јер му је пасош конфискован још 1951. До 1960. или Године Африке, успео је да добије пасош натраг и да отпутује да прослави Дан независности Републике Гане. Ду Бојс се вратио у Африку касне 1960. године, како би присуствовао инаугурацији Намди Азикиве, првог афричког вође Нигерије.
Током посете Гани 1960, договарао се са њеним председником о издавању енциклопедије о настанку афричке дијаспоре – Енциклопедији Африкани. 1961, Гана је скупила средства за енциклопедију и Ду Бојс је отпутовао како би водио пројекат. У првој половини 1963, САД су одбиле да му обнове пасош, па је симболично постао држављанин Гане. Иако је намеравао да прекине држављанство у САД, током две године у Гани, његово здравље се погоршало и умро је 27. августа 1963, у Акри, главном граду Гане. Сахрањен је близу своје куће и комплекс је сада назван Меморијални центар Ду Бојс. Годину дана након његове смрти усвојен је закон о правима грађана који је садржао многе реформе за које се Ду Бојс током живота борио.

## Приватни живот
Био је изузетно дисциплинован: свако јутро је устајао у 7:15, радио до 5, вечерао и читао новине до 7, а онда се дружио или читао пре одласка на спавање у 10. Врло често је планирао и исписивао своје распореде и циљеве на великим папирима. Инсистирао је да га познаници ословљавају са др. Ду Бојс, али је и поред повучености имао неколико блиских пријатељстава. Неки од блиских сарадника су му били Чарлс Јанг, Пол Лоренц Данбар, Џон Хоуп и Мери Овингтон. Иако му је најближи пријатељ био Џоел Спингарн, никада није прихватио Спингарнов предлог да се ословљавају поименице. Водио је рачуна о свом изгледу – одржавао је своју брадицу и бркове, облачио се формално и увек је са собом имо штап за ходање. Био је висок 166 cm и одисао је достојанственошћу Волео је да пева и да игра тенис.
Женио се два пута. Био је ожењен Нином Гормер од 1896 до њене смрти 1950 и са њом је имао сина Бергарта, који је умро у детињству, и кћерку Јоланду која се после удала за Каунтија Кулена. Као удовац оженио се списатељицом и активисткињом Ширли Грејем 1951, са којом је био све до своје смрти. Она је из претходног брака имала сина Дејвида Грејема који је био врло близак са Ду Бојсом. Узео је његово презиме и борио се за права црнаца са очухом.

## Религија
Иако је ишао у Конгегацијску цркву у Новој Енглеској као мали, напустио је религију током студија. Описивао је себе као агностика, упркос томе што су многи покушали да га сврстају у атеисте или да пронађу религиозност у његовим делима. Када би га питали да предводи групне молитве, одбио би. Сматрао је да је једна од најбољих тековина комунистичке Русије забрана учења религије у школама јер су америчке цркве врло дискриминишуће природе.
Иако није био религиозан, кроз своја дела је провлачио много религиозних мотива, због чега су га неки сматрали за пророка. Прозна поема Верујем из 1904, која је постигла изузетно велики успех, написана је у стилу вероисповести. Такође, врло често је правио аналогије између линчовања и распећа Христа. Међутим, у периоду од 1920. до 1940, престао је да отворено употребљава религиозне метафоре и симболе.

## Награде
- 1929. НАЗНО је наградио Ду Бојса Спингарн медаљом.[243]
- 1959. СССР га је наградио Интернационалном Лењиновом наградом за мир.[244]
- 1976. локалитет куће у којој је одрастао у Грејт Барингтону је проглашен је за знаменитост националног и историјског значаја[245]
- 1992. Пошта САД је увела поштанску маркицу с његовим ликом.[246]
- Од 1994. главна библиотека Универзитета Амерхерст у Масачусетсу носи његово име.[247]
- На Универзитету Северне Аризоне постоји центар Ду Бојс у његову част.
- Спаваоница у којој је обављао теренска истраживања за студију Филаделфијски црнац је названа по њему.[248]
- И спаваоница на Универзитету Хемптон је названа по њему.
- Ду Бојс је инспирисао уреднике Енциклопедије Африкане Квамеа Ентонија Апија и Хенрија Луиса Гејтса млађег, па му је зато и посвећена.[249]
- Универзитет Хумболт у Берлину одржава серију предавања у Ду Бојсову част.[250]
- Молефи Кете Асанте га је уврстио у 100 највећих Афроамериканаца.[251]
- 2005. одликован је медаљоном Додатна миља. за значајне америчке добровољце.[252]
- Епископална црква САД обележава 3. август сећањем на Ду Бојса.[тражи се извор]
- 2002. постао је професор емеритус на Универзитету Пенсилванија.[253]

## Дела
| Нефикцијске књиге - Студија о проблемима црнаца (1898) - Филаделфијски црнац (1899) - Црнац у пословном свету (1899) - Душе црних (1903) - Талентована десетка, друго поглавље Црначких проблема, колекција чланака о Афроамериканцима(септембар 1903). - Глас црнаца (септембар 1905) - Џон Браун: Биографија (1909) - Напори за социјалним побољшањем међу црним Американцима (1909) - Студије Универзитета Атланта о проблему црнаца (1897–1910) - Црнци (1915) - Таленат црнаца (1924) - Африка, њена Географија, Становници и Производи (1930) - Африка: њено место у модерној историји (1930) - Црна Реконструкција у Америци (1935) - Шта је црна раса учинила за САД и Тексас (1936) - Црнци, некад и сад (1939) - Боја и Демократија: Колоније и Мир (1945) - Енциклопедија Црних (1946) - Свет и Африка (1946) - Свет и Африка, осврт на улогу Африке у светској историји (1947) - Мир је опасан (1951) - Заузимам став за свој мир (1951) - У борби за рат (1952) - Африка у борби против колонијализма, расизма, империјализма (1960) Чланци - "Есеј о историји црног човека у Великом рату," Криза, vol. 18, бр. 2 (јун ). (1919). pp. 63–87. | Аутобиографије - Darkwater: гласови који допиру испод вела (1920) - 'Сумрак свитања (1940) - Аутобиографија Вилијама Едварда Бергарта Ду Бојса, (1968) Новеле - Потрага за сребрном вуном (1911) - Црна принцеза: Романса (1928) - Трилогија црног пламена: - Мансартова искушења (1957) - Мансарт гради школу (1959) - Светови боја (1961) Архиве Кризе Ду Бојс је био уредник Кризе од 1910 до 1933, па она садржи многе његове значајне полемике. - „Архиве Кризе на Универзитету Тулсе: колекција модернистичких часописа”. Архивирано из оригинала 03. 03. 2016. г. - Архиве Кризе на Универзитету - Издања Кризе на Гугл Књигама Белешке - „Социјализам и амерички црнац (1960)”. Архивирано из оригинала 30. 09. 2011. г. Приступљено 20. 12. 2015. - „Ду Бојсова снимљена аутобиографија, интервју са Мозесом Ешом(1961)”. Архивирано из оригинала 27. 11. 2011. г. Приступљено 20. 12. 2015. Дисертације - The Suppression of the African Slave Trade to the United States of America [Сузбијање трговине афричким робљем у Сједињеним Америчким Државама: 1638–1870]] (Теза). Longmans, Green and Co. 1896., (докторска дисертација), Историјске студије на Харварду. |